# 五硼酸铵
五硼酸铵是一种无机化合物，化学式为NH
4B
5O
8。它可由硼砂和氯化铵反应得到，或由氨和硼酸在乙腈中反应制得。它可用于合成含硼多酸盐。